# Paul Baeten Gronda
Paul Baeten Gronda (Mol, 8 oktober 1981) is een Vlaamse auteur, scenarioschrijver en columnist bij Focus Knack en De Morgen.

## Leven
Paul Baeten Gronda groeide op in Rotselaar-Heikant en Leuven. Hij is de oudere broer van Elisabeth Lucie Baeten. Hij studeerde scenario aan Sint-Lukas in Brussel bij onder andere Marc Didden. Na zijn studies werkte hij van 2006 tot 2012 als redacteur voor Woestijnvis aan programma’s zoals Alles Uit De Kast, De Laatste Show, Man Bijt Hond en De Pappenheimers. In 2006 kreeg hij een contract aangeboden bij De Bezige Bij, waar hij vier romans publiceerde.
Paul Baeten Gronda werd geboren als Paul Baeten, maar omdat er al een schrijver met die naam was, voegde hij de familienaam van zijn vrouw aan zijn eigen naam toe.

## Werk
In 2006 begon Paul Baeten Gronda als columnist bij De Morgen. Hij schreef ‘De heerser van de week’ in de weekendbijlage Reporter en schreef later voor Uitgelezen. Sedert 2009 is hij columnist bij Focus Knack, waar hij over leven en populaire cultuur schrijft. In de literaire bijlage van De Morgen schrijft hij maandelijks over New York en Amerikaanse literatuur.
In 2008 debuteerde hij met de roman Nemen wij dan samen afscheid van de liefde. Het boek gaat over een dolende jongeman die na de dood van zijn vader de brokstukken van zijn gezin probeert te lijmen en intussen zijn verdriet probeert te vergeten. In 2009 volgde de duistere schets van een bejaarde eenzaat, Kentucky, mijn land.
Op zijn dertigste verjaardag publiceerde Gronda de novelle Onder vrienden, over een Belgische schrijver die in Italië woont en daar zijn verjaardag viert met vrienden. Tijdens het feest komen alle geheimen van de groep vrienden aan het licht. Een jaar later zou Gronda met zijn vrouw deels naar Italië verhuizen, naar het dorpje Borgosesia.
In de lente van 2013 verscheen Gronda's vierde boek, Straus Park. Een kosmopolitische roman over liefde, familie en lot. Het boek werd na minder dan twee weken voor een niet meegedeeld bedrag verkocht aan Random House Deutschland. In 2015 verscheen zijn vijfde roman, Wanderland, bij de Nederlandse uitgeverij Hollands Diep.
Samen met Tom Lenaerts schreef hij het scenario voor de fictiereeksen Over water, Twee Zomers en Kassa Kassa.

## Nominaties
- Nominatie Academica Debutantenprijs 2010 voor Nemen wij dan samen afscheid van de liefde
- Nominatie Halewijnprijs 2013 voor Straus Park

- Digitale Bibliotheek voor de Nederlandse Letteren: baet018
- Gemeinsame Normdatei: 13692736X
- International Standard Name Identifier: 0000 0000 7026 1194
- Library of Congress Control Number: nb2009020132
- MusicBrainz: 4752b2c1-d24c-41f1-97a3-b0d20ca99ee0
- Nationale Bibliotheek van Israël: 987007401355605171
- Nederlandse Thesaurus van Auteursnamen: 314960619
- Virtual International Authority File: 268969785
- WorldCat: E39PBJcBVMx6JwM7qxWvWjxYyd